# Barques (Seine-Maritime)
Pour les articles homonymes, voir Barque (homonymie).

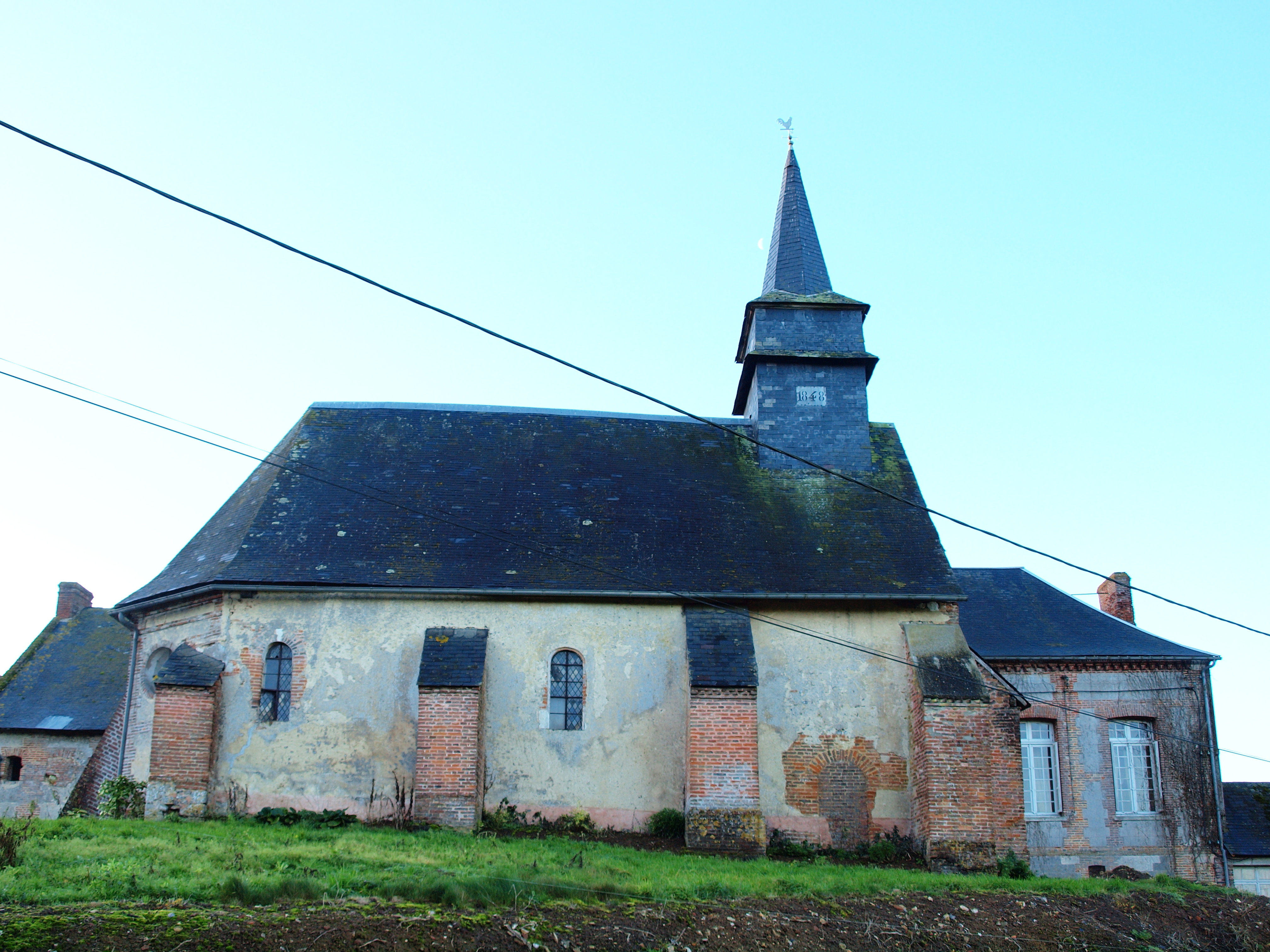
chapelle Saint-Lucien de Barques.

Barques est une ancienne commune de la Seine-Inférieure qui fut réunie, par les ordonnances royales des 29 janvier et 5 février 1823, à la commune de Marques. Elle est , depuis lors, un hameau de cette dernière.

## Toponymie
Le nom de la localité est attesté sous la forme Barc au XIIe siècle.
Du germanique berc « mont, éminence » qui s'est parfois appliqué à des monticules; Barques, rattachée à Marques, est effectivement située sur une hauteur.

## Monuments
- L'église, dédiée à saint Lucien, est en brique et de 1700 environ. Le chœur a été refait en 1818. Elle contenait : autel, retable et tabernacle en bois sculpté, du temps de Louis XIII. Le tabernacle était circulaire et pivotant[5]. Elle est aujourd'hui vide et désaffectée.